# Vicky Longley
Vicky Longley (Londra, 26 ottobre 1988) è un'attrice inglese.
Recitò con il ruolo di Emma Norton nella serie televisiva Un genio sul divano, trasmesso sul canale britannico Nickelodeon e su quello francese Canal J. Attualmente frequenta l'accademia Italia Conti con indirizzo danza.